# Jamie Vardy
Jamie Richard Vardy (* 11. Januar 1987 in Sheffield als James Richard Gill) ist ein englischer Fußballspieler. Der Stürmer steht seit 2012 bei Leicester City unter Vertrag.

## Karriere

### Vereine

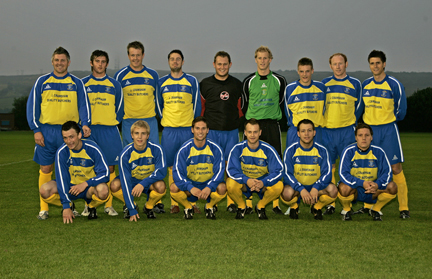
Vardy bei den Stocksbridge Park Steels (2007; oben, Dritter v. r.)

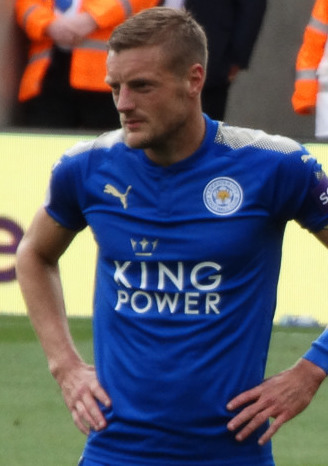
Vardy im Trikot von Leicester City (2017)

Aufgewachsen in einer Arbeiterfamilie, verbrachte Vardy seine Kindheit im Sheffielder Stadtteil Hillsborough, bevor er seine sportliche Karriere in der Jugendakademie von Sheffield Wednesday begann. Im Alter von 15 Jahren wurde er dort wegen seiner als zu gering befundenen Körpergröße ausgemustert, woraufhin er zunächst mit dem Fußballspielen aufhörte und in einer Kohlefaserfabrik arbeitete. Während dieser Zeit geriet er bei einem Clubbesuch in eine Schlägerei, in deren Folge ihm wegen Körperverletzung für sechs Monate eine auf bestimmte Zeiträume begrenzte Ausgangssperre, sowie das Tragen einer elektronischen Fußfessel auferlegt wurde.
Im Jahr 2003, ein Jahr nach seinem Ausscheiden bei Sheffield Wednesday, nahm Vardy beim Amateurverein Stocksbridge Park Steels das Fußballspielen wieder auf. Dabei musste er anfangs auch während der Spiele seine Fußfessel tragen und Auswärtsspiele teilweise früher verlassen, um seine Ausgangssperre einzuhalten. In 107 Spielen für Stocksbridge gelangen Vardy 66 Tore, bevor er im Juni 2010 zum ebenfalls in der siebtklassigen Northern Premier League spielenden Verein FC Halifax Town wechselte. Dort steuerte er 24 Ligatreffer zum Gewinn der Meisterschaft 2010/11 bei. Zu Beginn der Saison 2011/12 wechselte Vardy am 26. August 2011 für eine Ablösesumme von umgerechnet rund 200.000 Euro zum Fünftligisten Fleetwood Town. Dort erzielte er 31 Ligatore und gewann mit der Mannschaft die National League.

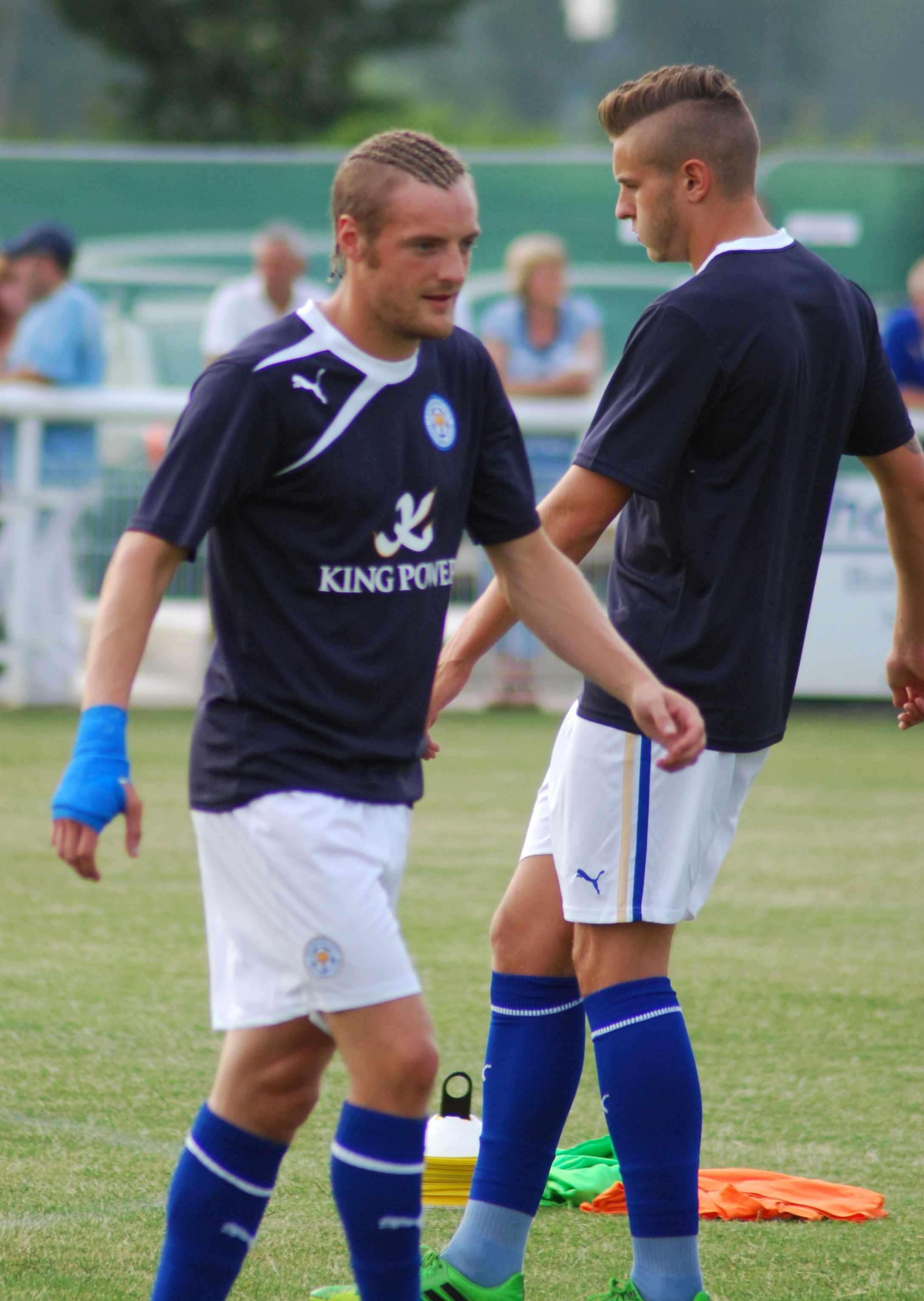
Vardy bei einem Vorbereitungsspiel 2013

Am 18. Mai 2012 wechselte Vardy zum damaligen Zweitligisten Leicester City und unterzeichnete einen Dreijahresvertrag. In der drei Spielklassen höher angesiedelten Football League Championship 2012/13 erzielte er vier Treffer in 24 Spielen, in der Saison 2013/14 16 Treffer. Nach dem Aufstieg in die Premier League zur Saison 2014/15 spielte er 34-mal und erzielte fünf Tore. In der folgenden Saison verdoppelte er seine Torausbeute schon nach zehn von 38 Spielen im Vergleich zur Vorsaison. Zwischen dem 29. August und 28. November 2015 (4. bis 14. Spieltag der Premier League) traf Vardy in elf aufeinanderfolgenden Ligaspielen mindestens einmal und übertraf damit den Rekord des ehemaligen Spielers von Manchester United, Ruud van Nistelrooy, dem eine Serie von zehn Spielen zwischen dem 22. März und dem 23. August 2003 (den acht letzten Spielen der Saison 2002/03 und den ersten beiden der Saison 2003/04) gelungen war. Dazu wurde er 2016 mit Leicester englischer Meister. Anfang Mai 2016 wurde Vardy als Englands Fußballer des Jahres ausgezeichnet. Im Alter von 33 Jahren in der Saison 2019/20 wurde Vardy zum ältesten Torschützenkönig der Premier League (23 Treffer). Er brach den zuvor von Didier Drogba gehaltenen Rekord aus der Saison 2009/10 der damals 32 Jahre alt gewesen war (29 Tore).
Am 24. April 2025 teilte Vardy in einer Videobotschaft mit, seinen zum Saisonende auslaufenden Vertrag nicht zu verlängern und den Verein nach 13 Jahren am Saisonende mit nicht genanntem Ziel zu verlassen.

### Nationalmannschaft

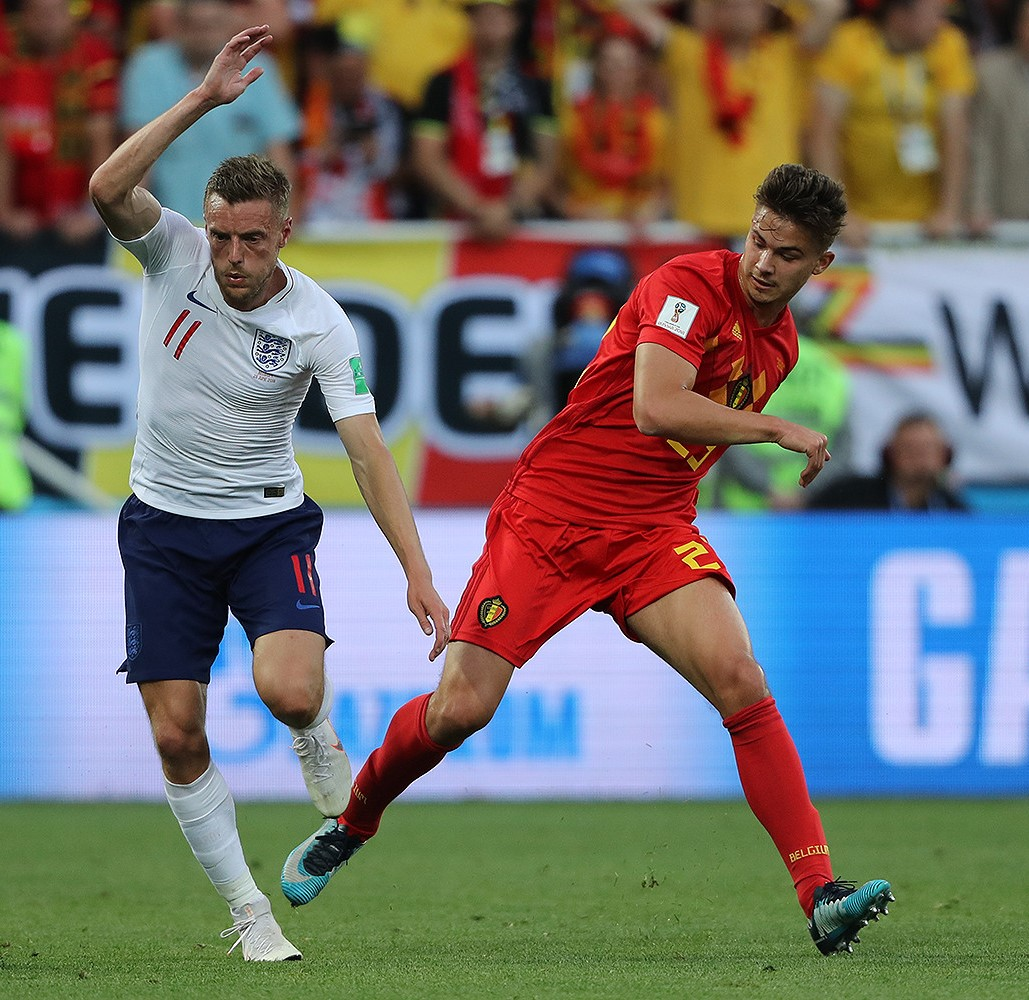
Vardy (l.) bei der WM 2018 gegen Belgiens Leander Dendoncker

Vardy wurde am 21. Mai 2015 erstmals in die englische Fußballnationalmannschaft zum Freundschaftsspiel gegen Irland und zum Qualifikationsspiel für die Europameisterschaft 2016 gegen Slowenien berufen. Gegen Irland gab er am 7. Juni 2015 bei einem 0:0 sein Debüt, als er für Wayne Rooney eingewechselt wurde. Sein erstes Tor für die Nationalmannschaft erzielte er am 26. März 2016 in Berlin beim 3:2-Sieg gegen Deutschland mit dem Treffer zum 2:2.
Bei der Fußball-Europameisterschaft 2016 in Frankreich wurde er in das englische Aufgebot aufgenommen. Seinen ersten Einsatz hatte er gegen Wales im zweiten Gruppenspiel, als er bei einem 0:1-Rückstand zur Halbzeit eingewechselt wurde. Nach kurzer Zeit gelang ihm der 1:1-Ausgleich. Gegen die Slowakei stand er danach erstmals in der Startaufstellung. Im Achtelfinale blieb er zunächst auf der Bank, aber als Islands 2:1-Führung weiter Bestand hatte, wurde er im letzten Drittel ins Spiel gebracht. Diesmal gelang aber keine Wende und England schied aus.
Bei der Weltmeisterschaft 2018 in Russland wurde er in das englische Aufgebot aufgenommen.
Am 28. August 2018 verkündete Vardy seinen Rücktritt aus der Nationalmannschaft.

## Erfolge
Leicester City
- Englischer Meister: 2015/16
- FA Cup: 2020/21
- FA Community Shield: 2021
- Englischer Zweitligameister: 2014, 2024

Persönliche Auszeichnungen
- Torschützenkönig der Premier League: 2020
- Premier League Player of the Season: 2016
- Premier League Player of the Month: Oktober 2015, November 2015, April 2019, Oktober 2019
- Englands Fußballer des Jahres: 2016

## Sonstiges

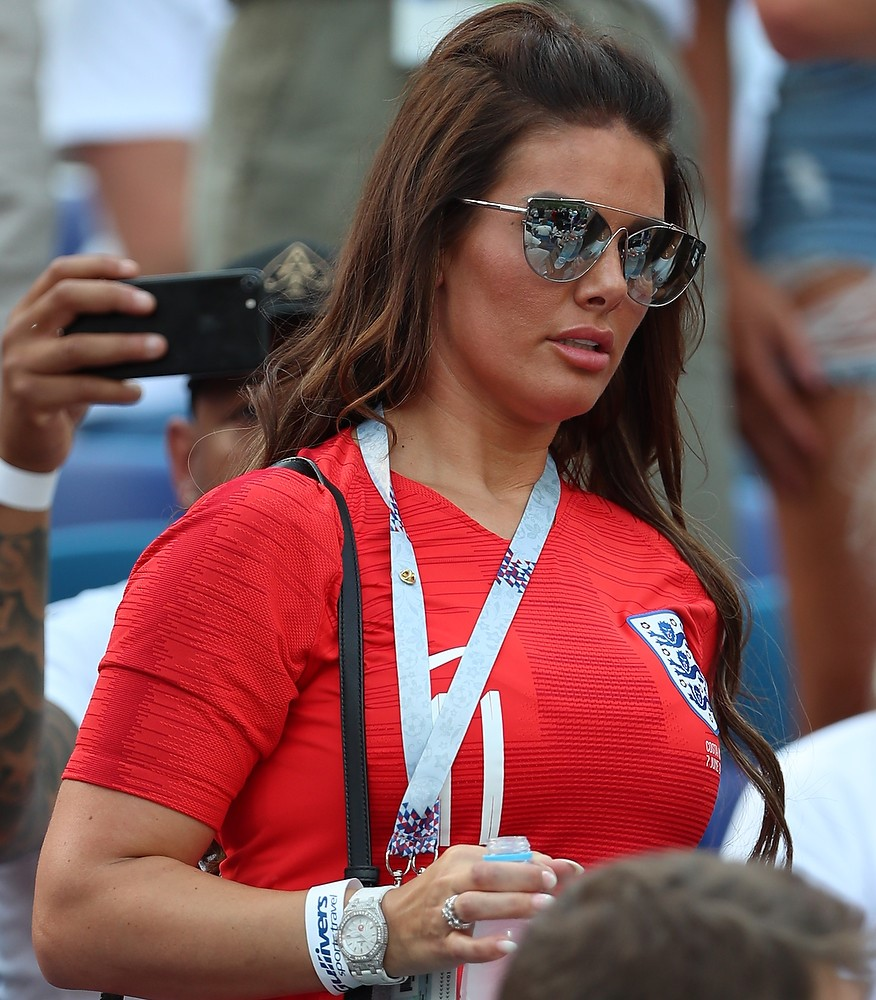
Rebekah Vardy (Ehefrau), 2018

Im Mai 2016 heiratete Vardy Rebekah, geb. Miranda (* 1982), die er zwei Jahre zuvor kennengelernt hatte.
2020 veröffentlichte Vardy eine Autobiografie.
2015 eröffnete Vardy eine eigene Jugendakademie namens V9 Academy. In dieser werden wöchentliche Camps veranstaltet, in der 60 Jugendtalente ohne Vertrag von Trainern geschult werden und Tipps erhalten. Mit regelmäßigen Einladungen für Talentscouts möchte Vardy jungen Spielern ermöglichen, noch in vergleichsmäßigem hohen Alter entdeckt zu werden, da er am Anfang seiner Karriere selbst unterschätzt worden war.